# براندون هورست
براندون هورست (انگلیسی: Brandon Hurst؛ ۳۰ اوت ۱۸۶۶ – ۱۵ ژوئیهٔ ۱۹۴۷) یک هنرپیشه اهل بریتانیا بود. وی بین سال‌های ۱۹۱۵ تا ۱۹۴۷ میلادی فعالیت می‌کرد.
از فیلم‌ها یا برنامه‌های تلویزیونی که وی در آن نقش داشته است می‌توان به آدم‌کشی‌های کوچه بزرگ، گوژپشت نتردام، عشق، بانو، دزد بغداد، خانه روتشیلت، دکتر جکیل و آقای هاید، مردی که می‌خندد، خیش و ستارگان، تداخل، ماری ملکه اسکاتلند و لایتنینگ اشاره کرد.